# Nagasaki (roman)
Pour les articles homonymes, voir Nagasaki.
Nagasaki est un roman d'Éric Faye publié le 18 août 2010 aux éditions Stock. Il a reçu le Grand prix du roman de l'Académie française la même année.

## Historique
Le roman s'inspire d'un fait divers, survenu à Fukuoka au Kyûshû, et rapporté en mai 2008 par la presse japonaise.
Nagasaki reçoit le 28 octobre 2010, au troisième tour de scrutin par neuf voix contre six à Naissance d'un pont de Maylis de Kerangal, le Grand prix du roman de l'Académie française.
Le roman a été traduit en plus de vingt langues. Il a été adapté en roman graphique par Agnès Hostache, et, en 2023, mis en scène au théâtre de l'Epée de bois, à la Cartoucherie, par Olivier Cruveiller et Barthélémy Fortier.

## Résumé
À Nagasaki, dans les années 2000, un célibataire se rend compte que de temps en temps, des aliments disparaissent de son réfrigérateur. En rentrant chez lui, le soir, il a parfois l'impression que certains objets, dans la cuisine, ont changé de place. Au bout de quelques semaines, il se résout à installer une webcam dans cette pièce afin de surveiller son intérieur, du bureau où il travaille comme ingénieur météorologue. Sur son écran d'ordinateur, un jour, apparaît une femme, quinquagénaire, qui vaque dans la cuisine comme si elle était chez elle. L'homme alerte la police qui intervient à son domicile et arrête la femme. Celle-ci avoue qu'elle habitait depuis un an dans l'appartement, dormant dans l'oshiire – un profond placard de rangement des futons – d'une pièce inusitée, et allant et venant dans les pièces lorsque l'homme était au travail.

## Éditions
- Éditions Stock, 2010  (ISBN 978-2-234-06166-8).
- J'ai lu, 2011,  (ISBN 978-2290034408).
- Nagasaki (roman graphique), Éric Faye (texte) et Agnès Hostache (illustrations), éditions Le Lézard Noir, 2019  (ISBN 2353481574)[2],[3].